# Oberwellitzleithen

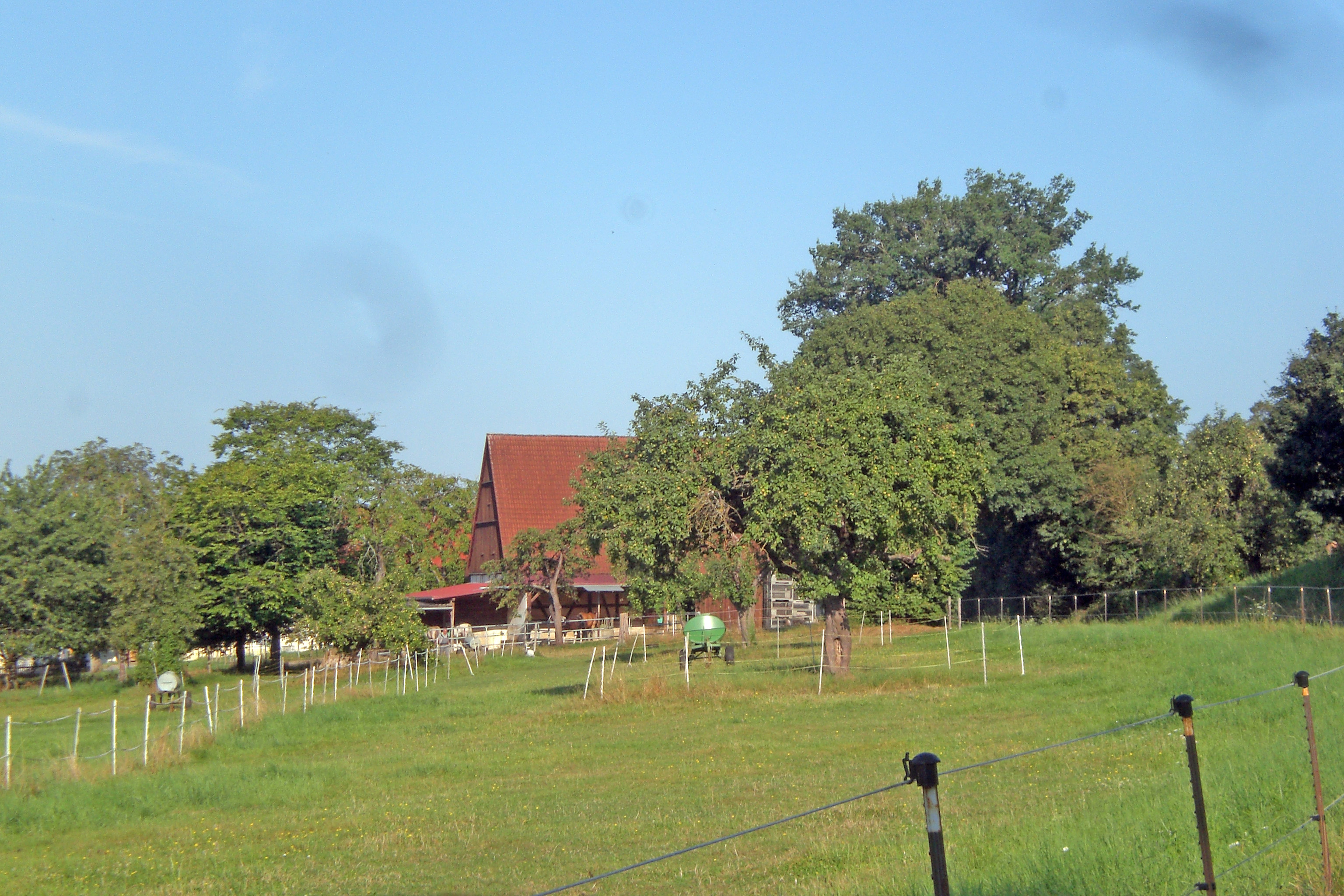
Pferdekoppel in Oberwellitzleithen (2024)

Oberwellitzleithen ist ein Gemeindeteil der Stadt Altdorf bei Nürnberg im Landkreis Nürnberger Land (Mittelfranken, Bayern). Oberwellitzleithen liegt in der Gemarkung Röthenbach bei Altdorf.

## Geografische Lage
Das Dorf liegt am Fuß des Ernhofer Bergs (567 m ü. NHN). Unmittelbar nördlich verläuft die Bundesautobahn 6, an der ein Industrie- und Gewerbepark errichtet wurde. Eine Gemeindeverbindungsstraße führt zur Kreisstraße LAU 24 (0,9 km südöstlich) bzw. zu einer Gemeindeverbindungsstraße, die nach Ziegelhütte zur Staatsstraße 2240 (1,1 km südwestlich) bzw. nach Altdorf zur Kreisstraße LAU 23 führt (1,4 km südlich).

## Etymologie
Veränderung des Ortsnamens im Laufe der Geschichte: Wylatzleyten, Wilandesleiten, Wylandesleiten, Wielandsleiten, Wellizleiten, Willizleiten, Welletsleiten, Welizleuthen, Welitzleuten, Wellitzleuten, Willizleithen
Man verbindet die Ortsbezeichnung jeweils mit der Vorsilbe Ober- bzw. Obern-. Die Endung des Ortsnamens verweist auf die topographische Eigenheit einer Hanglage (Leithe = Hang).

## Geschichte
Albrecht der Schöne aus dem Hause Hohenzollern und Burggraf zu Nürnberg hat das Pflegamt Altdorf unter anderem zusammen mit dem Weiler von seinem Neffen Johann von Nassau gekauft. Die Verkaufsurkunde hierüber vom 27. Juni 1360 ist der älteste erhaltene historische Beleg über den Ort. Von 1504 bis 1806 gehörte er zum Territorium der Freien Reichsstadt Nürnberg. Im August 1632 näherten sich Kroaten, die während des Dreißigjährigen Krieges unter dem Feldherrn Wallenstein als Kroatische Reiterei auf der Seite der Katholischen Liga dienten, von Wellitzleuten aus Altdorf angriffen. Sie wurden durch Musketenschüsse, auch durch Kanonen vom unteren Torturm abgewiesen.
Mit dem Gemeindeedikt (frühes 19. Jahrhundert) wurde Oberwellitzleithen dem Steuerdistrikt Weißenbrunn und der Ruralgemeinde Röthenbach  zugewiesen. Im Zuge der Gebietsreform in Bayern wurde die Oberwellitzleithen am 1. Januar 1978 nach Altdorf eingegliedert.

### Einwohnerentwicklung
| Jahr          | 1987 | 2013 | 2016 | 2017 | 2024 |
| Einwohnerzahl | 87   | 86   | 95   | 108  | 83   |

## Baudenkmäler
- Haus Nr. 4: Bauernhaus